# 297 (szám)
A 297 (római számmal: CCXCVII) egy természetes szám.

## A szám a matematikában
A tízes számrendszerbeli 297-es a kettes számrendszerben 100101001, a nyolcas számrendszerben 451, a tizenhatos számrendszerben 129 alakban írható fel.
A 297 páratlan szám, összetett szám, kanonikus alakban a 33 · 111 szorzattal, normálalakban a 2,97 · 102 szorzattal írható fel. Nyolc osztója van a természetes számok halmazán, ezek növekvő sorrendben: 1, 3, 9, 11, 27, 33, 99 és 297.
Tízszögszám.
A 297 négyzete 88 209, köbe 26 198 073, négyzetgyöke 17,23369, köbgyöke 6,67194, reciproka 0,0033670. A 297 egység sugarú kör kerülete 1866,10604 egység, területe 277 116,74638 területegység; a 297 egység sugarú gömb térfogata 109 738 231,6 térfogategység.